# Consulenza informatica

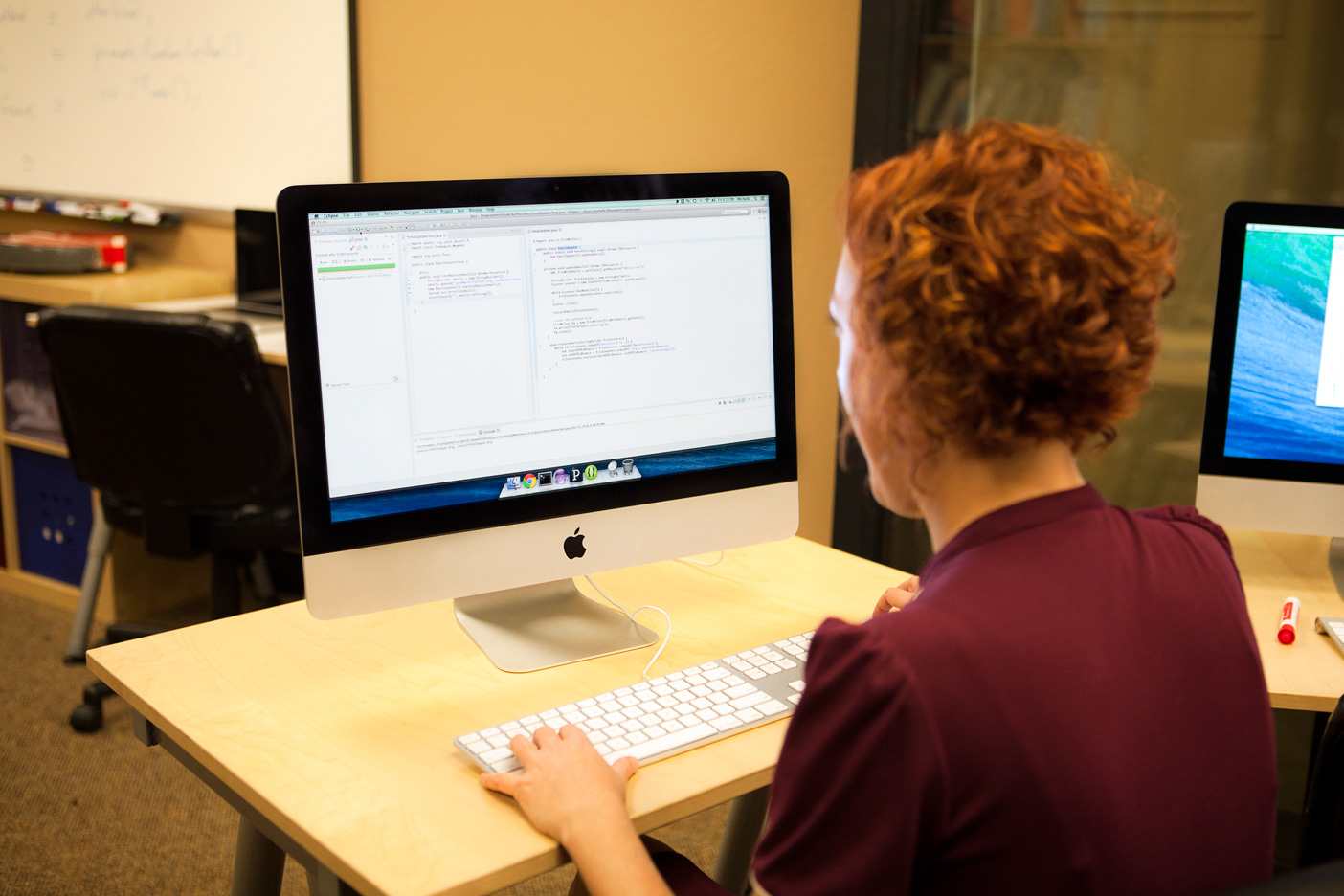
Programmatrice all'opera su macOS

La consulenza informatica (in inglese IT Consulting o Business and Technology Consulting) è una forma, ramo o settore della consulenza che consiste nella prestazione professionale, di una o più persone esperte nel settore dell'informatica aziendale, che fornisca consigli a un'impresa su come utilizzare al meglio le tecnologie dell'informazione (ICT) al fine di raggiungere determinati scopi o obiettivi aziendali. Oltre alla mera consulenza il professionista, il più delle volte, progetta, implementa e amministra il sistema informatico (sistemista) oppure si adopera nello sviluppo software (analista funzionale, analista programmatore, programmatore e tester). Un altro argomento di lavoro riguarda gli aspetti hardware, di rete o di apparati e sistemi di telecomunicazione. Come per qualsiasi consulenza, un addetto tipicamente può specializzarsi solo per una delle branche dell'informatica aziendale.

## Descrizione

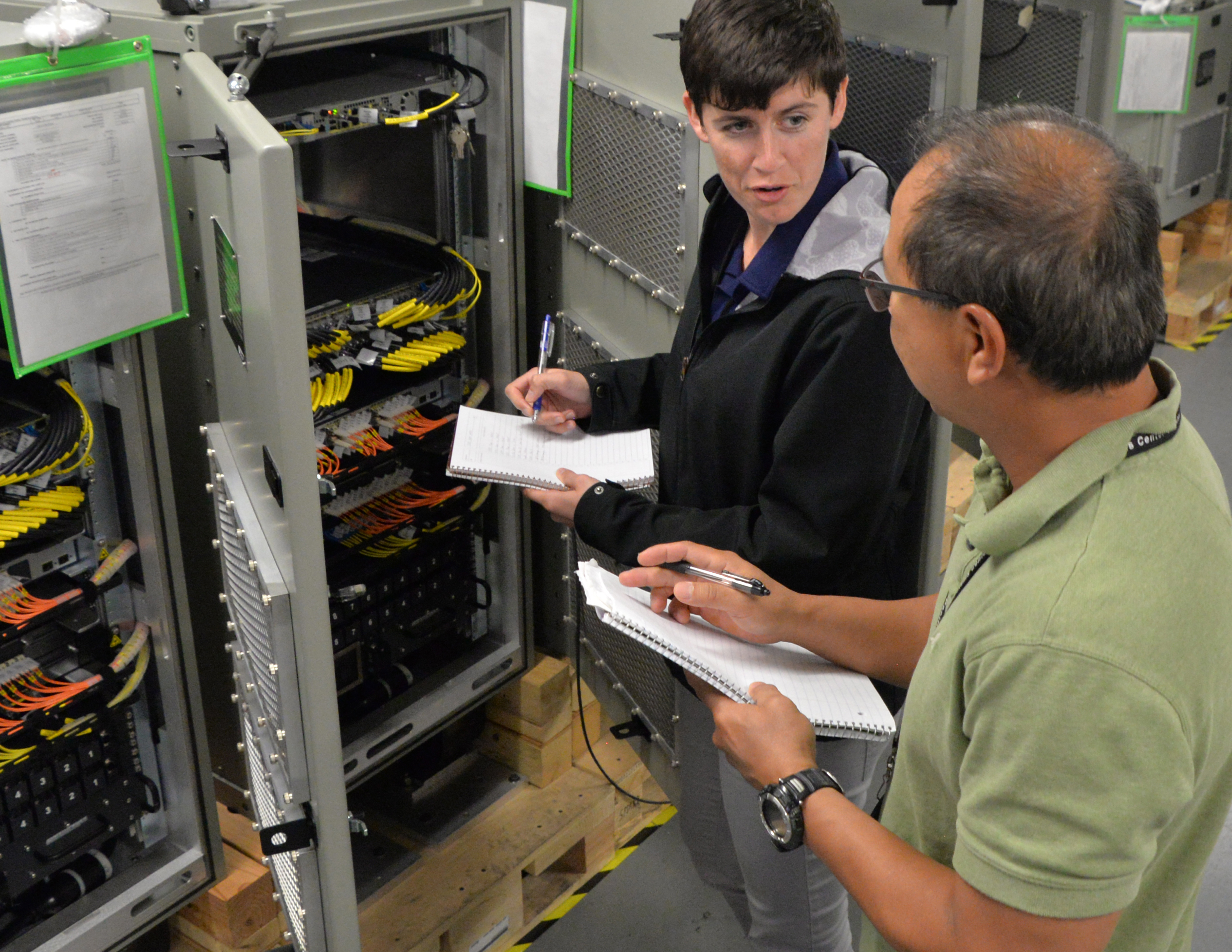
Sistemisti al lavoro

Il settore della consulenza informatica può essere diviso in tre categorie principali:
- servizi professionali: aziende che hanno un notevole numero di consulenti e un'alta tariffa di fatturazione. Queste aziende cercano forza lavoro specialmente nelle nazioni che hanno un costo del lavoro molto ridotto;
- aziende dette Staffing: tali tipi di aziende lavorano mettendo al servizio dei loro clienti uno o più consulenti su base temporanea. Queste aziende sono chiamate dispregiativamente  "body shops". Tali aziende anche se sono geograficamente limitate dalla posizione dei loro clienti, si distinguono dalle precedenti dato che solitamente fatturano non a progetto o a obiettivi, ma in base al numero di giorni di lavoro dei propri consulenti presso la sede del cliente;
- consulenti indipendenti che lavorano in base ad un contratto o in maniera del tutto autonoma, dietro compenso orario o a progetto.

La differenza tra la consulenza informatica e la consulenza gestionale è poco marcata. Spesso ci sono delle sovrapposizioni anche se i consulenti informatici hanno quasi sempre una laurea o titolo equivalente in informatica, elettronica o ingegneria informatica, mentre i consulenti gestionali hanno una laurea o titolo equivalente in economia aziendale, economia e commercio, scienza delle finanze o simili.

### Maggiori società di consulenza informatica al mondo
Secondo AdvisoryHQ, le maggiori società di consulenza sono:
- Accenture
- Capgemini
- Cognizant Technology Solutions
- IBM Global Technology Services
- KPMG
- Tata Consultancy Services
- Wipro Technologies

Secondo ITCareerSuccess, sono:
- Accenture
- Deloitte Consulting LLP
- BearingPoint
- CGI Group
- IBM Global Services
- HP Technology Solutions
- Booz Allen Hamilton
- Unisys
- Capgemini
- Cognizant